# 馬場亮成 (俳優)
馬場 亮成（ばば りょうせい、1989年9月7日 - ）は、日本の俳優。大阪府出身。血液型はA型。東宝芸能所属。

## 略歴・人物
大阪府三島郡島本町出身。大阪音楽大学器楽学科トランペット専攻卒業、東京学芸大学大学院教育学研究科修了。
中学校から大学までの10年間トランペットを演奏していた。高校生時代、吹奏楽部の恩師が劇団四季を好きだったため、定期演奏会でミュージカル作品を演じ、影響を受ける。大学時、トランペット専攻の傍ら、声楽を学び劇団四季を志す。
2011年7月、台湾・嘉義市で開催された『第15回 世界吹奏楽大会(略称：WASBE)』に、日本代表である大阪音楽大学吹奏楽団の一員として出場した。
2013年2月、母校の創立100周年記念プロジェクトとなる第24回大阪音楽大学学生オペラでは『フィガロの結婚』タイトル・ロールを原語（イタリア語）で演じた。
大学卒業後に劇団四季に入団。2013年にミュージカル『ライオン・キング』にて初舞台。その後、文学座付属演劇研究所を経て、東宝芸能に所属。　

## 出演

### 舞台
- 劇団四季 『ライオン・キング』(2013年12月〜2015年12月、JR東日本四季劇場 [春] /大阪四季劇場)
- 『戯伝写楽2018』演出・河原雅彦(2018年2月、東京芸術劇場プレイハウス/久留米シティプラザ ザ・グランドホール/日本特殊陶業市民会館 ビレッジホール/兵庫県立芸術文化センター 阪急 中ホール)
- 朝夏まなと1stconcert『MANA-ism』演出・荻田浩一(2018年4月、日本青年館ホール/サンケイホールブリーゼ)
- Musical『DEVIL』Japan プレビューコンサート 演出・広崎うらん(2021年9月、東京芸術劇場シアターウエスト)
- Musical『falling love with Gene Kelly』演出・川﨑眞樹(2021年11月、ハーフムーンホール)
- J-CULTURE FEST presents 装束meetsミュージカル『不思議の国のひなまつり』演出・加納幸和(2022年3月) 鼓丸役
- 『Written by...~恋のゴーストライター~』演出・岡本一馬(2022年6月、新宿村LIVE) ルイス・ピット役
- 『スカベンジャーズのアスカ』演出・米倉リエナ(2022年9月、すみだパークシアター倉) ジン役
- 2.5次元ダンスライブ「ツキウタ。」第13幕『月野百鬼夜行綺譚 依依恋恋』演出・田中彪/三貝豪(2022年12月、ヒューリックホール東京) 坂上真広役
- 『マヌエラ』演出・千葉哲也(2023年1月、東京建物 Brillia HALL/森ノ宮ピロティホール/北九州芸術劇場 大ホール)
- 『ラ・マンチャの男』演出・松本白鸚(2023年4月、横須賀芸術劇場)
- 舞台『最高のオバハン 中島ハルコ』演出・高橋正徳(2023年9月、10月、シアター1010〜全国公演)
- せたがやアートファーム2024 音楽劇『空中ブランコのりのキキ』演出・野上絹代（2024年8月、世田谷パブリックシアター/アクリエひめじ）[3]
- Disney on CLASSIC Premium『アラジン』イン・コンサート（2025年、横浜アリーナ）アンサンブル[4]

### テレビ
- WOWOWオリジナルミュージカルコメディ「福田雄一×井上芳雄『グリーン＆ブラックス』」(2022年)
  - 第61話『ガイズ＆ドールズ』（2022年4月29日）
  - 第62話『エリザベート』（2022年5月27日）
- Eテレ「クラシックTV」スピンオフ番組『ミュージカルTV』(2022年11月3日、NHK)